# Gagarin – Einmal schwerelos und zurück
Gagarin – Einmal schwerelos und zurück (Originaltitel: Gagarine) ist ein Filmdrama von Fanny Liatard und Jérémy Trouilh, das im September 2020 beim Zurich Film Festival seine Premiere feierte und im Juni 2021 in die französischen Kinos kam. Der Kinostart in Deutschland erfolgte Mitte August 2024. Der Film spielt in der titelgebenden Cité Gagarine.

## Handlung

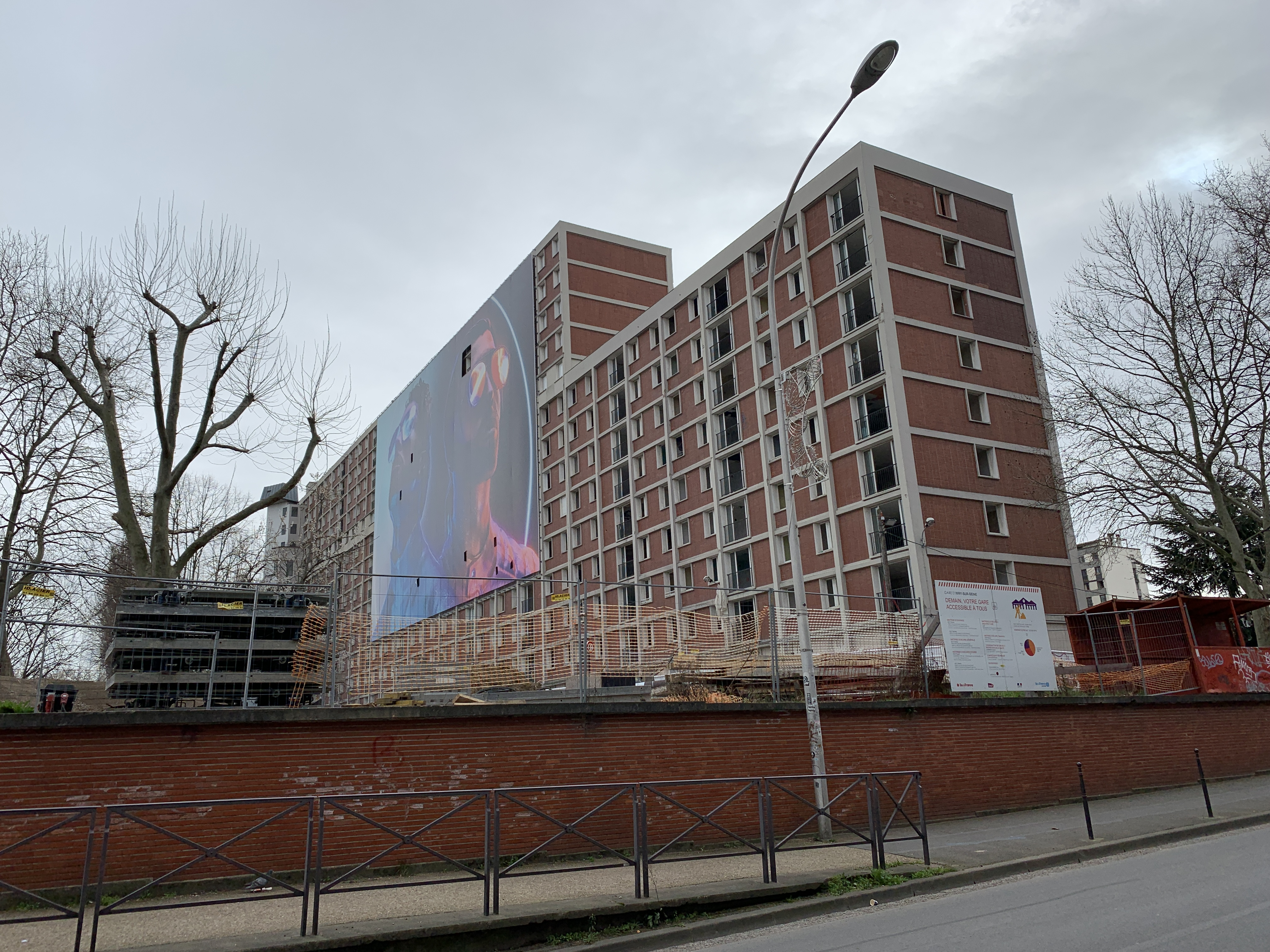
Yuri lebt in der Sozialbausiedlung Gagarine

Yuri lebt in der Sozialbausiedlung Cité Gagarine im Südosten von Paris mit Blick auf die Slums der französischen Hauptstadt, die wie er selber nach Juri Gagarin, dem ersten Mann im All, benannt wurde. Mit den Ambitionen, eines Tages selbst Astronaut zu werden, träumt der 16-Jährige von Raumschiffen und fremden Welten, ohne jemals seine Wohnsiedlung verlassen zu haben.
Als die maroden Hochhäuser aus den frühen 1960er Jahren abgerissen werden sollen und seine Freunde und Nachbarn aus ihren Wohnungen ausziehen, ist er entschlossen, die Gagarine auf seine Weise zu retten, zumindest das, was hiervon noch übrig ist.

## Produktion

### Die Cité Gagarine und die Filmemacher
Regie führten Fanny Liatard und Jérémy Trouilh, die gemeinsam mit Benjamin Charbit auch das Drehbuch schrieben. Die eigentlich fiktive Geschichte von Yuri siedelten sie um einen echten Wohnkomplex am Stadtrand von Paris und den tatsächlich mit diesem in Verbindung stehenden Ereignissen an. Die Cité Gagarine mit ihren 374 Wohneinheiten galt als ein Wahrzeichen des sozialen Wohnungsbaus und wurde ab 1961 errichtet, um den großen Bedarf an bezahlbarem Wohnraum, insbesondere für Arbeiter, zu decken, aber auch um den entstehenden Mikro-Slums entgegenzuwirken. Die Cité Gagarine war in den 1960er Jahren der Inbegriff einer erfolgreichen Politik der Parti communiste français.
Ab den 1980er Jahren wurden Baumängel bekannt, so die Lärm- und Wärmeisolierung und ein Problem mit Asbest, aber auch soziale Probleme wie eine zunehmende Kriminalität im Viertel und der Drogenhandel, weshalb niemand, der auf der Suche nach einer Sozialwohnung war, dort leben wollte, so Romain Marchand, stellvertretender Bürgermeister für Stadtplanung der Stadt Ivry-sur-Seine. Nachdem die Pläne für einen Neubau beschlossen wurden, die Cité Gagarine nach ihrer Leerung zu einer Geisterstadt verkommen und zum Abschluss noch einmal für ein Kunstprojekt genutzt worden war, wurde im August 2019 mit dem Rückbau begonnen. Die Stadt zog die Dekonstruktion dem Abriss vor, um die Wiederverwendung möglichst vieler Materialien zu ermöglichen.
An gleicher Stelle wurde mit dem Bau eines neuen Stadtteils namens Agrocité begonnen, der über 1.400 Wohneinheiten verfügen soll, davon 30 Prozent Sozialwohnungen, aber auch Geschäfte, ein Kindergarten und eine Schule, eine Turnhalle und Flächen zur städtischen Landwirtschaft.
Der sowjetische Kosmonaut Juri Gagarin, der Namensgeber der Cité Gagarine, erscheint in dem für den Film verwendeten Archivmaterial. Nur ein paar Jahre nach seinem historischen Flug ins All war Gagarin 1963 auf Einladung der kommunistischen Partei zu Besuch in die Cité Gagarine gekommen.
Im Jahr 2014 wurden Liatard und Trouilh bereits im Rahmen einer Studie mit der Erstellung dokumentarischer Porträts der Einwohner der Cité Gagarine beauftragt. So entstand ein 16-minütiger Kurzfilm, ebenfalls mit dem Titel Gagarine, mit Idrissa Diabaté in der Rolle von Y(o)uri.

### Besetzung und Dreharbeiten
In der Langfilmversion übernahm der Nachwuchsschauspieler Alséni Bathily die Rolle von Y(o)uri. Jamil McCraven spielt dessen besten Freund Houssam und Lyna Khoudri das Roma-Mädchen Diana, in das Yuri verknallt ist. Farida Rahouad spielt eine weitere Freundin namens Fari, die für Yuri eine Art Mutterfigur wird. In einem Cameo-Auftritt ist Denis Lavant als Besitzer eines nahe gelegenen Schrottplatzes zu sehen. Finnegan Oldfield spielt einen Drogendealer namens Dali. Zudem wirken auch Liatard und Trouilh in kleinen Rollen in ihrem Film mit.
Gedreht wurde in den Monaten vor der Dekonstruktion im Jahr 2019. Als Kameramann fungierte Victor Seguin. Das Szenenbild stammt von Marion Burger, die bei ihrer Arbeit die Beton-Gips-Ästhetik der Cité Gagarine mit Found-Object-Kunst verschmolz.

### Filmmusik, Marketing und Veröffentlichung
Die Filmmusik komponierten Evgueni und Sacha Galperine gemeinsam mit Amin Bouhafa. Das Soundtrack-Album mit insgesamt 13 Musikstücken wurde im Juni 2021 von Haut et Court als Download veröffentlicht.
Anfang Juni 2020 wurde bekannt, dass sich Gagarin in der „offiziellen Selektion“, einer Auswahl von 56 Filmen der ursprünglich für Mai 2020 geplanten Filmfestspiele von Cannes befindet, die aufgrund der Coronavirus-Pandemie in ihrer gewohnten Form abgesagt wurden. Ebenfalls im Juni 2020 stellten Totem Films und Haut et Court einen ersten Teaser vor. Ende September 2020 feierte der Film beim Zurich Film Festival seine Premiere in der Schweiz und kurz später beim Hamburg Film Festival seine Deutschlandpremiere. Ab 7. Oktober 2020 wurde er beim Filmfest Cologne vorgestellt, ab Ende Oktober 2020 soll er beim Busan International Film Festival gezeigt werden. Ende Oktober 2020 lief er bei den Französischen Filmtagen Tübingen-Stuttgart und erhielt im Internationalen Wettbewerb den ersten Preis. Am 23. Juni 2021 kam der Film in die französischen Kinos. Im April 2021 wurde er beim online stattfindenden Lichter Filmfest gezeigt. Im November 2021 wurde der Film beim New Zealand International Film Festival vorgestellt. Am 1. April 2022 kam der Film in die US-amerikanischen Kinos. Der Kinostart in Deutschland war am 15. August 2024.

## Rezeption

### Kritiken
Von den bei Rotten Tomatoes aufgeführten Kritiken sind 95 Prozent positiv bei einer durchschnittlichen Bewertung mit 7,8 von 10 möglichen Punkten. Bei Metacritic erhielt der Film einen Metascore von 74 von 100 möglichen Punkten.

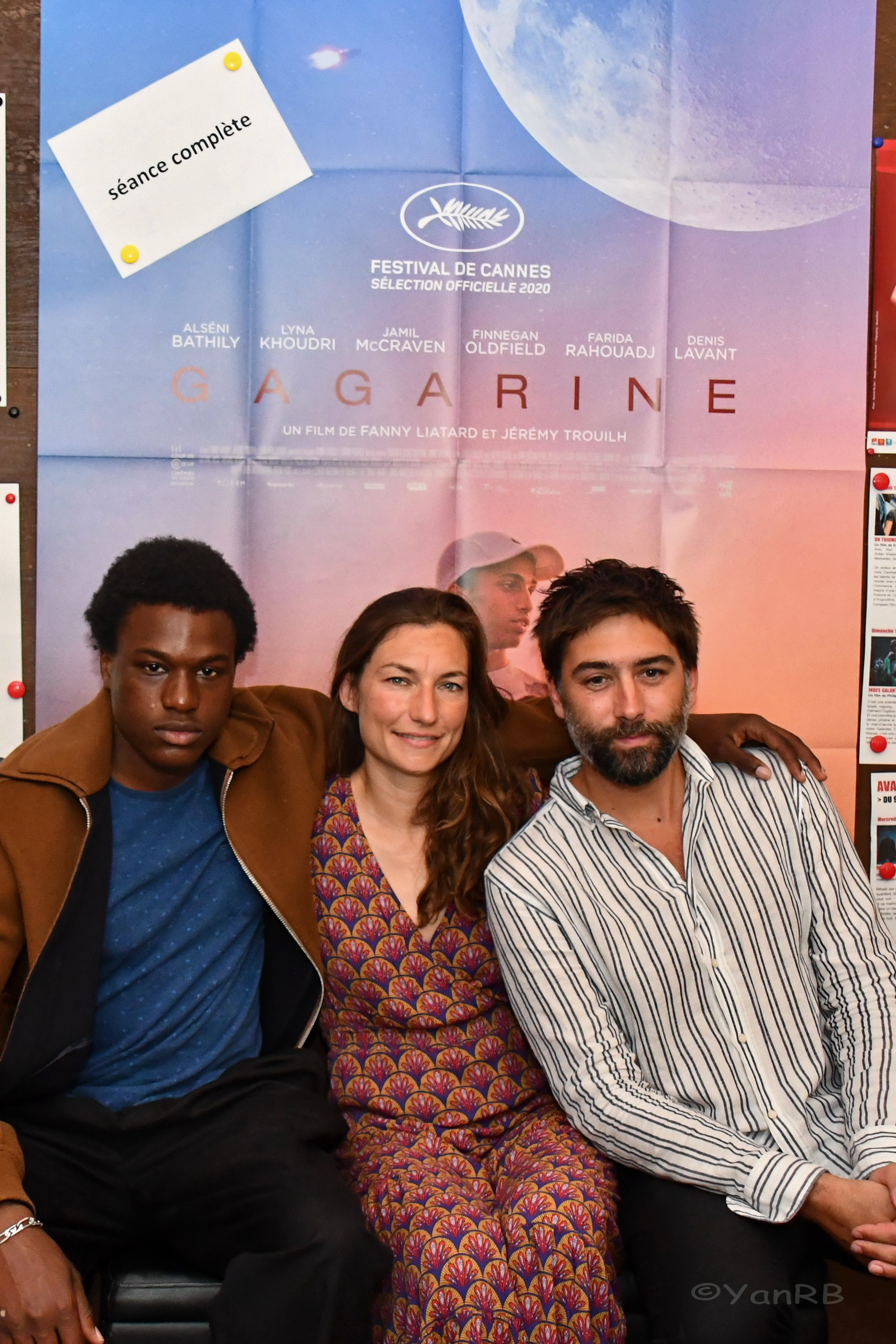
Hauptdarsteller Alseni Bathily, Regisseurin Fanny Liatard und Regisseur Jérémy Trouilh

Eric Kohn von IndieWire schreibt, so wie Ladj Lys Les Misérables aus dem Jahr 2019 die rassistisch bedingten Spannungen zwischen der Pariser Polizei und der Unterschicht untersuchte, beschäftige sich Gagarin mit einem weiteren Kapitel der jüngsten Geschichte Frankreichs. Wie bei Lynne Ramsays Ratcatcher pendelten Fanny Liatard und Jérémy Trouilh hervorragend zwischen der neorealistischen und tristen Kulisse der Cité Gagarine mit den dort lebenden Menschen und traumhaften Sequenzen hin und her. Dabei zeichne sich der Film durch wunderschöne Weitwinkelaufnahmen des riesigen Gebäudes aus, das oft den Eindruck einer Festung erwecke, die von der Zeit unberührt die moderne Welt nicht hineinlässt, so Kohn. Hauptdarsteller Alséni Bathily sei eine erstaunliche Entdeckung, und er weise eine deutliche Ähnlichkeit mit John Boyega während seiner Attack the Block-Ära auf. In seiner Rolle besitze er die Intelligenz und den Ehrgeiz eines jungen Mannes, der die Welt verändern könnte, doch stattdessen in Gagarine festsitzt und wie in Der Marsianer im Keller des Gebäudes ein ausgeklügeltes Ökosystem aufbaut und dabei die Umwelttechnologien auf der Internationalen Raumstation übernimmt. So gelinge es Gagarin, eine Dynamik des Erwachsenwerdens in diesem Milieu aufzuzeigen und gleichzeitig auch das Ende eines Kapitels in der Geschichte Frankreichs zu beklagen, obwohl der Film auch ein wenig Hoffnung vermittele, die von der neuen Generation ausgeht.
Fabian Tietke von der taz erinnert in seiner Kritik daran, dass Filme über Jugendliche in den Neubaugebieten wie Mehdi Charefs Tee im Harem des Archimedes von 1985, Mathieu Kassovitz’ Haß von 1995 und Émilie Carpentiers L’Horizon von 2021 seit vielen Jahren ein Dauerbrenner im französischen Kino sind. Gagarin mag in der Narration bisweilen etwas durchhängen, mache das aber durch Charme und den Versuch wett, das abgerissene Wohnviertel und seine Bewohner voller Würde und Leben zu zeigen. Bisweilen werde über die fortwährende Beschwörung der Magie die dünne Geschichte eines zum Langfilm ausgewalzten Kurzfilms sichtbar, dessen Narration vor allem durch eine Romanze zwischen Yuri und seinem Schwarm Diana ergänzt wurde, doch dann dringe ganz am Ende doch noch so etwas wie Realismus in den Film und trage ihn bis zum Schluss.

### Einsatz im Unterricht
Das Onlineportal kinofenster.de empfiehlt den Film ab der 9. Klasse für die Unterrichtsfächer Französisch, Deutsch, Ethik, Religion und Sozialkunde und bietet Unterrichtsmaterial. Dort schreibt Dominique Ott-Despoix, Gagarin wirke mitunter fast wie ein Dokumentarfilm, weise zugleich aber auch typische Elemente eines Science-Fiction-Films auf. Archiv-Sequenzen aus dem Alltag der echten Cité Gagarine stünden Bilder von Mond, Sternen und einer Sonnenfinsternis entgegen, und statische Einstellungen der utopischen Architektur, die mit großen Sozialbauprojekten der 1950er- und 60er-Jahre und dem damaligen Ideal von modernem Leben und Gleichstellung assoziiert wird, ließen die Siedlung anhand unkonventioneller Aufnahmewinkel wie ein Raumschiff aussehen und ihr zugeschneites Dach wie eine Mondlandschaft. Zum Filmgespräch sollte eine Einordnung des Science-Fiction-Genres gehören, wobei insbesondere Referenzen aus 2001: Odyssee im Weltraum  Erwähnung finden könnte. Im Sozialkunde-Unterricht lasse sich über Gentrifizierung diskutieren, weil das Thema im Film anklinge, wenn heruntergekommene Wohnhäuser und ihre Bewohner Bauprojekten weichen müssen, die ein Stadtquartier ökonomisch aufwerten sollen.

### Auszeichnungen (Auswahl)
Gagarin stand auf der Shortlist als Frankreichs Beitrag für die Oscarverleihung 2021 in der Kategorie Bester Internationaler Film eingereicht zu werden.  Darüber hinaus gelangte Gagarin auch als Bester fremdsprachiger Film in die Vorauswahl für die Golden Globe Awards 2021. Im Folgenden eine Auswahl von Nominierungen und Auszeichnungen.
César 2022
- Nominierung als Bestes Erstlingswerk (Fanny Liatard und Jérémy Trouilh)

Europäischer Filmpreis 2020
- Nominierung als Bester Debütfilm (Fanny Liatard und Jérémy Trouilh)[29]

Europäisches Filmfestival Sevilla 2020
- Nominierung für den Golden Giraldillo[30]

Festa del Cinema di Roma 2020
- Lobende Erwähnung für Fanny Liatard und Jérémy Trouilh
- Lobende Erwähnung für Alséni Bathily
- Auszeichnung für die Beste Filmmusik mit dem Rolling Stone Award[31]

Film Fest Gent 2020
- Auszeichnung mit dem Explore Award der Jugendjury[32]

Französische Filmtage Tübingen-Stuttgart 2020
- Auszeichnung als Bester Film im internationalen Wettbewerb (Fanny Liatard und Jérémy Trouilh)[33]

International Independent Film Festival Bordeaux 2020
- Auszeichnung für die Beste Filmmusik (Evgueni und Sacha Galperine)[34]

Prix Lumières 2022
- Nominierung als Bester Nachwuchsdarsteller (Alseni Bathily)
- Auszeichnung als Bestes Erstlingswerk
- Nominierung für die Beste Filmmusik (Evgueni Galperine, Sacha Galperine und Amine Bouhafa)

Zurich Film Festival 2020
- Nominierung für das Goldene Auge im „Internationalen Spielfilm Wettbewerb“ (Fanny Liatard und Jérémy Trouilh)